# Nik'oloz Deriugini
Nik'oloz Deriugini (in georgiano ნიკოლოზ დერიუგინი?; Kutaisi, 30 aprile 1959) è un ex cestista sovietico, dal 1992 georgiano.

## Carriera
Con l'Unione Sovietica ha disputato i Giochi olimpici di Mosca 1980, i Campionati mondiali del 1982 e due edizioni dei Campionati europei (1981, 1983).